# Petar II Petrović-Njegoš
Pierre II Petrovitch-Njegos ou Petar II Petrović-Njegoš, ou en serbe cyrillique Петар II Петровић Његош, né à Njeguši au Monténégro en 1813 et mort à Cetinje en 1851, est un poète, philosophe monténégrin, prince-évêque du Monténégro de 1830 à 1851. Son œuvre est lyrique, épique et dramatique notamment sa légendaire épopée Gorski Vijenac (« La Couronne des montagnes ») qui retrace le combat du peuple du Monténégro contre les Turcs. Pierre II Petrovitch-Njegos est aussi l'une des plus grandes figures politique et penseur de l'histoire du Monténégro.

## Biographie

### Enfance
Radivoje «Rade» Tomov Petrovitch est né le 13 novembre 1813 (le 1er novembre avec l'ancien calendrier) dans le village de Njeguši, la capitale du district du Monténégro Katunska Nahija, ses parents sont Tomo Markov Pétrovitch et Ivana Prorokovitch Petrovitch. Il a deux frères, Pero et Jovan, ainsi que deux sœurs. Sa famille est la maison Petrovitch-Njegos, une dynastie qui a fourni des Princes-Évêques au Monténégro depuis plus d'un siècle. Au moment de sa naissance, le Monténégro n'existe que de facto : ses frontières ne sont pas définies et le Monténégro n'est pas reconnu comme indépendant de l'Empire ottoman, tandis que les bouches de Kotor, qui permettent aux Monténégrins de se procurer les armes garantes de leur liberté, sont gouvernées par un provéditeur de la république de Venise. Le pouvoir est fluctuant et dépend des chamailleries entre chefs de clans, qui s'appuient tantôt sur l'empire des Habsbourg, tantôt sur la république de Venise, tantôt sur l'Empire ottoman ou encore sur la métropole du Monténégro et du littoral.

### Éducation et nomination
Rade a passé ses premières années à Njeguši. En 1825, son oncle, le prince-évêque Pierre Ier Petrovitch-Njegos, l'envoie au monastère de Cetinje comme son successeur pour être encadré par un moine, Misail Cvetkovitch et le secrétaire du prince-évêque, Jakov Cek. Il écrit ses premiers poèmes là-bas, dont il se sert pour divertir les chefs locaux et les moines. Le plus célèbre d'entre eux était satirique. Au milieu de l'année, Rade est envoyé au monastère de Topla près de Herceg Novi, où il apprend l'italien, les mathématiques, le chant ecclésiastique, le Psautier et d'autres sujets auprès de l'hiéromoine du monastère, Josip Tropovitch. Il assiste souvent à des services religieux au proche monastère de Savina, consacré à Saint Sava. Il restera à Topla jusqu'en fin 1826, quand il retourne à Cetinje, la capitale du Monténégro.
Le 20 janvier 1827, le prince-évêque Pierre Ier propose Rade comme son successeur au lieu de Đorđije Savov, qui est allé en Russie et est devenu officier de cavalerie. Pierre Ier avait voulu envoyer Rade en Russie; faute de moyens, il décide d'éduquer son neveu lui-même. Il lui a enseigné l'italien, le russe et l'allemand, ainsi que les bases de l'anglais et du français. Pierre Ier lui donne aussi accès à sa riche bibliothèque. Le prince-évêque nomme l'un des plus grands écrivains serbes de l'époque, Sima Milutinović (de Sarajevo, Bosnie-Herzégovine, qui faisait partie à l'époque de l'Empire ottoman), en qualité de précepteur personnel du jeune Rade. Celui-ci lui enseigne la littérature antique, les arts, l'histoire, la philosophie et la littérature.
En 1829, Rade remet à Sima de nombreux poèmes populaires recueillis par ses soins. Le plus célèbre est le chant de l'Esprit National sur la guerre entre l'Impératrice russe Catherine II et le sultan ottoman.

### Souverain du Monténégro
Rade est devenu l'évêque de Cetinje et vice-roi du Monténégro Metropolitan le 19 octobre 1830 à l'âge de 17 ans après la mort de son oncle.
Le jour suivant, le 20 octobre, Rade enterre son oncle. Le même jour, Rade devient moine sous l'Archimandrite du monastère de Vranjina et prend le rôle de son oncle décédé. Deux jours plus tard, Rade devient lui-même un Archimandrite, devenant ainsi non officiellement le chef suprême des ecclésiastiques du Monténégro. Le 30 octobre 1830 il envoie une lettre à Jeremija Gagitch exposant son pouvoir :

« Il me semble que j'ai dit tout ce que j'ai pu. Seulement parce que j'ai réalisé qu'il est inutile de pleurer, que cela était seulement dommageable pour mes yeux, mais toujours mon cœur douloureux ne laisse mes larmes s'arrêter, je me purge de mon père et bienfaiteur. Tout d'abord, parce que j'ai perdu la grâce du bienfaiteur, d'autre part, parce que le peuple a perdu son pasteur et défenseur qui était un bastion inébranlable de la foi chrétienne et de la liberté, le père défenseur de la patrie et un fidèle allié au trône de Russie jusqu'à ses dernières paroles, qu'il m'a dites sur son lit de mort. Je lui ai demandé : « Seigneur, je vois que vous êtes en train de mourir, mais que vais-je faire maintenant ? » Et il s'assit sur son lit, et commença à me parler : « Je ne peux pas vous aider d'aucune manière maintenant, mais entendez ces derniers mots de moi: prier Dieu et persévérer avec la Russie. » »

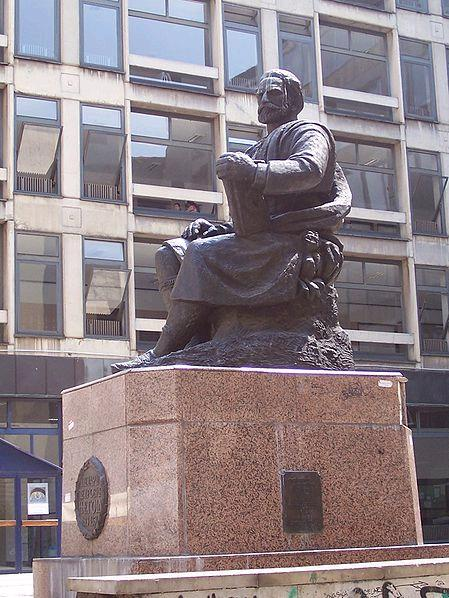
Statue de Pierre II Petrovitch-Njegos à Belgrade

Le Prince-Évêque Radivoje a pris la direction à travers les clans serbes de quatre districts : Katunska Nahija, Lješanska Nahija, Riječka Nahija et Crmnica, ainsi que 4 tribus montagnardes : Bjelopavlići, Piperi, Rovčani et Moračani. Il est le chef ecclésiastique seulement des Bouches de Kotor jusqu'à Shkodër. Il est encore jeune, donc son père Tomo et son oncle le capitaine Lazar Proroković l'aide ainsi que certains grands chefs tribaux.
Fin 1830 - début 1831, le gouverneur Vukolaj Radonjitch s'oppose à Radivoje souhaitant mettre fin à la domination de la Maison Njegoš sur le Monténégro.
Lors de l'Assemblée nationale tenue le 17 novembre 1831, Vukolaj Radonjitch fut destitué de ses fonctions de gouverneur du Monténégro et remplacé par Sima Milutinovotch, ancien professeur de Rade.
Le 31 janvier 1831 sur l'île de Kom dans le monastère de Vranjina, l'archevêque de Rascie-Prizren le déclare officiellement Archimandrite. Radivoj reçoit le nom de Petar II en l'honneur de son prédécesseur. Le Prince-évêque Pierre II invite deux envoyés de l'Empire russe d'origine monténégrine à venir l'aider dans son règne : Mateja Vučićević, vice-roi du Monténégro en Russie et son oncle, Ivan Vukotić (en), un officier dans l'armée russe.
Les deux arrivent au Monténégro en septembre de la même année et le 27 septembre ils prennent la décision d'assembler une structure gouvernementale au Monténégro. Un Sénat est formé, présidé par le prince-évêque et composée de 16 sénateurs : les chefs les plus éminents du Monténégro. Le devoir du Sénat est d'agir en tant que gouvernement et Cour suprême. Une garde est formée, elle agi comme branche exécutive du gouvernement. Elle représente 164 membres qui servent de police et de juges itinérants dans des conflits mineurs. Le 6 décembre 1831, Petar II écrit à Jeremija Gagitch au sujet de ces réformes :

« (sr)...imam čest Vama objaviti kako se Crnogorci nahode u soglasiju među sobom isti kako su bili ovoga prošloga vremena od kako je blaženopočivšeg mitropolita zavješčanije proglašeno, ali sada je suviše stavljeno upravlenije narodnje, koje upravlenije sostovlja 180 ljudih, iz kojijeh su 16 sovjetnici (senatori), a 164 ispolnitelji (polizia), koje sluša narod dobro i kako je dužnost narodnja svoje starije slušati i sobom odabranima povinovat se. Mene se raduje srdce i duša kada ja viđu moje otečestvo tako složno i kada viđu toliko njihovo počitanije k našemu carju i blagodjetelju i k njihovijema starješinama i glavarima, ali kakva će mi jošt i ovo radost biti kada viđu moje otečestvo đe napreduje u naukama i procvjetava prosvješčenijem i kada ga viđu da počne izlezati svoje prosvješčene i vjerne sinove, koji će ga umjeti braniti ne samo oružjem nego i perom umnim. »

« (fr)...J'ai l'honneur de vous informer comment les Monténégrins s'entendent entre eux aujourd'hui ainsi que par le passé, à l'époque où l'Église était à la tête de l'État, à ceci près que de nos jours ce sont des personnes qui dirigent. Elles sont composées de 180 personnes (16 sénateurs, et 164 policiers), à qui les gens obéissent, notamment par devoir d'obéir à ses supérieurs. Je suis heureux dans le cœur et dans l'âme quand je vois les jeunes générations unies, respectueuses et bienveillantes envers leur roi et tous ceux qui l'entourent. Mais combien je serai heureux de voir mon peuple fidèle avancer dans son apprentissage et ainsi de voir comment ils sauront se défendre, non seulement avec les armes mais aussi avec intelligence et diplomatie. »

Ivan Vukotitch devient le premier président du Sénat, tandis que Mateja Vučevićevitch en devient le premier vice-président. Le siège du Sénat est à Cetinje, tandis que le Siège de la garde est à Rijeka Crnojevića. Pierre II est présent à toute assemblée du Sénat, sauf pour la peine capitale, pour laquelle il lui est interdit de participer par le droit canonique. Le prince-évêque Pierre II appelle plus tard ses capitaines à surveiller les clans serbes de son domaine et d'agir comme ses représentants pour les clans, et il a également créé les Grenadiers (Perjanici), la garde d'élite personnelle du Prince-évêque. Il crée également une milice spéciale des frontières ((sr) Panduri - Пандури) pour patrouiller les nouvelles frontières du Monténégro.

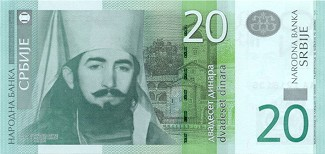
Petar II Petrovic-Njegoš sur un billet de 20 dinar serbe

Jusqu'en 1832, Petar a totalement annulé les fonctions du gouverneur, s'octroyant les pleins pouvoirs sur le Monténégro.
Le Prince-évêque Pierre II veut élever le prestige du Monténégro sur le plan international. Afin d'y parvenir, après une brève escale à Vienne, il visite l'Empire russe en 1833, où il a été accepté dans les services ecclésiastiques comme Prince-évêque du Monténégro à Saint-Pétersbourg, la capitale. En 1833, juste avant son voyage en Serbie, l'évêque orthodoxe serbe de Užice lui donne l'almanach ((sr) Danica) de 1826 écrit par Vuk Stefanović Karadžić.
Petar II a grandement contribué à l'éducation grâce à la fondation de l'école primaire à Cetinje, la capitale du Monténégro en 1834. Cette année-là, il a également ouvert une imprimerie, à Cetinje, spécifiquement pour l'impression de ses œuvres. Il y a premièrement imprimé l'Ermite de Cetinje. En 1835, les forces Monténégrines capture un canon dans Žabljak.
En 1836, il se rend une nouvelle fois en Russie, faisant à nouveau une courte escale à Vienne. La même année, il publie L'ABC de la langue serbe. En 1838, il a également publié La grammaire serbe. Il a aussi réimprimé les manuels scolaires imprimés à l'origine par son oncle Petar I Petrović-Njegoš Le livre de lecture élémentaire serbe.
Les conflits avec les voisins musulmans de l'Empire ottoman ont été insignifiants. Pierre ne peut pas atteindre la grande indépendance de son prédécesseur, le monastère orthodoxe serbe de Stanojevići est acheté par les Autrichiens, tandis que Vranjina et Lesandro sont saisis par le pacha de Shkodër. Bien que Petar II ait toujours soutenu les rebelles contre le pouvoir ottoman et s'est prêté à combattre ouvertement les Ottomans, la politique pacifique de la Russie envers l'Empire ottoman voulait dire qu'aucun succès militaire plus importantes ne pourraient être entrepris.
En 1842, le prince-évêque Pierre II construit une autre école élémentaire à Dobrsko Selo. Le 11 juin 1842, le Prince de Serbie Michel III Obrenović et la société de Littérature serbe l'ont élu en qualité de «Membre d'honneur» comme une récompense pour ses mérites dans la littérature et l'enseignement des Serbes. Plus tard, en 1845, il est déclaré Métropolite de Cetinje.
La même année, Pierre II publie la Lumière de Microcosme, un travail d'écrits philosophiques impressionnant et magistral. En 1846, Petar écrit un recueil de poèmes nationales monténégrins : le Miroir serbe en l'honneur de l'un des plus grands écrivains russes, Alexandre Pouchkine.
En 1846 et 1847, Pierre II est à Vienne, la capitale de l'Empire autrichien. Là, il publie en 1847 La Couronne des montagnes, son ouvrage le plus connu. Il décrit la volonté du peuple serbe de se battre pour la liberté en 2 819 versets. La même année, Njegoš écrit Le faux tsar Étienne le Petit, où il décrit la vie du premier souverain du Monténégro moderne, Étienne le Petit du XVIIIe siècle.
En 1848, le gouvernement de la principauté de Serbie, dirigée par Ilija Garašanin, dont Njegos dira de lui 

« Il n'existe pas un seul serbe que le peuple serbe aime sincèrement et respect plus que vous, et il n'existe pas un seul serbe qui vous aime et respecte plus que moi »

" (lettre de Pierre II à Garašanin, Cetinje 1850), lui envoie la proposition d'unification des Serbes, des Croates et des Bulgares. Petar est convenu, mais il déclare:

« Les Serbes doivent d'abord s'unifier. Je m'en remets, donc, au patriarche de Peć et au prince serbe de Prizren. L'autorité spirituelle pour moi et laïque pour lui, à travers la nation libre et unie. »

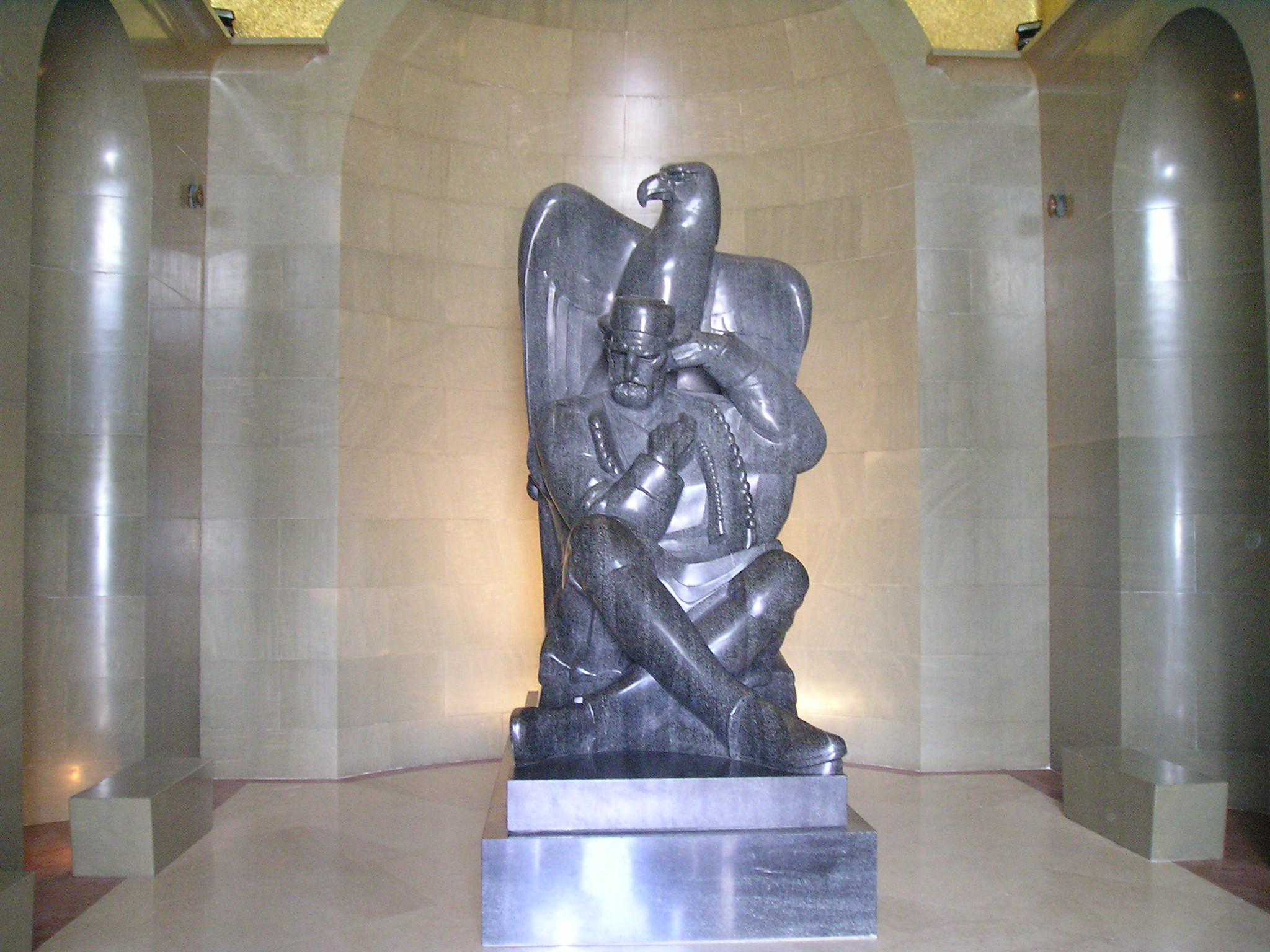
Mausolée Njegoš à Lovćen

À la fin 1848, début 1849, le prince-évêque Pierre II aide les luttes révolutionnaires du ban de Croatie Joseph Jelacitch et maintient des liens étroits avec la principauté de Serbie. Bien que la politique extérieure de Pierre II est principalement portée sur la Russie, celle-ci maintient de bonnes relations avec l'Empire ottoman, donc une réconciliation avec les Ottomans pourrait être atteint.
En 1851, le prince-évêque Pierre II frappe une monnaie monténégrine : le Perun monténégrin.
Voulant moderniser la société monténégrine, il tenta notamment d'abolir le droit de krvina (vengeances héréditaires) et de restreindre l'usage païen de l'otmitsa (enlèvement des jeunes filles).
En 1851, Pierre II attrape la tuberculose. Il effectue une visite en Italie, la même année, en essayant de trouver un remède. Il publie dans la foulée son dernier gros ouvrage : du faux tsar Étienne le Petit. Pierre II Njegos meurt à Cetinje, de la tuberculose, le 31 octobre 1851 (exactement 21 ans après son accession au trône). Il est enterré dans une petite chapelle au-dessus de Mont Lovćen où son mausolée a été construit.
Au cours de la période du régime communiste en Yougoslavie, il a été démoli pour des raisons idéologiques par les autorités pour faire place à un monument civil.

## L'Écrivain
Compléments
influence : John Milton, Sima Milutinović Sarajlija, la poésie épique serbe
Il est aussi l'auteur du Srpski bukvar, «bréviaire de l'alphabet serbe», qui était pour lui, homme de l'Église orthodoxe serbe préférant le cyrillique.
Pour Pierre II Pétrovitch-Njegos, le Monténégro est «le saint temple de la gloire serbe et le nid des Serbes», tandis que les Monténégrins sont «le peuple du Monténégro serbe, le cœur de la liberté serbe».
En 1834, il invita à Cetinje Vuk Stefanović Karadžić pour qu'il livre à l'assemblée des clans, son alphabet et sa réforme de la langue. Les deux hommes de culture devinrent amis.

### Principaux ouvrages

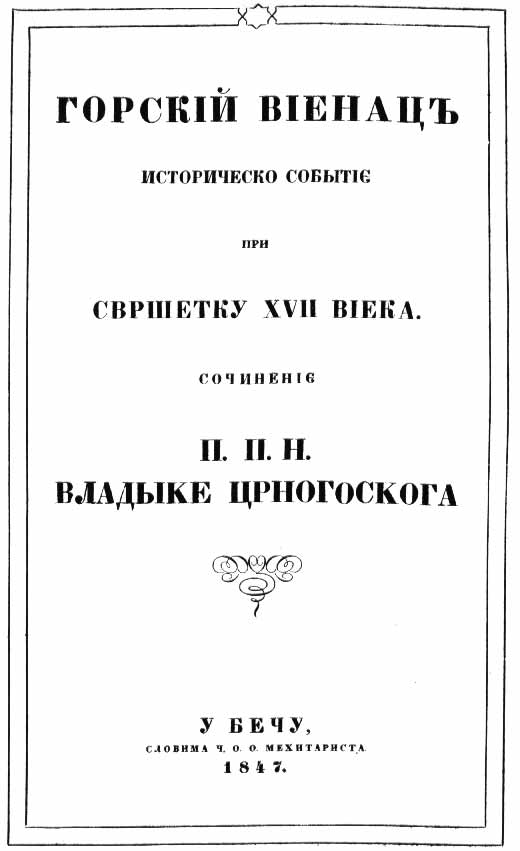
Couverture de Gorski Vijenac (Les Lauriers de la montagne)

- Gorski Vijenac (Les Lauriers de la montagne (en)) (1847, Vienne; (sr)Горскій віенацъ: историческо событіє при свршетку XVII віека)
- La lumière du microcosme (1845, Belgrade, (sr)Луча Микрокозма)
- Le faux tsar Étienne le Petit (écrit en 1847, 1851, Trieste; (sr)Лажни цар Шћепан Мали: историческо збитије осамнаестога вијека)
- Le miroir Serbe (1846, Belgrade; (sr)Огледало Србско)

### Autres ouvrages
- L'ermite de Cetinje (écrit à Cetinje en 1833; imprimé en 1834 à Cetinje; (sr)Пустиняк Цетински)
- Remède pour une fureur Turque (1834, Cetinje; (sr)Ліек Ярости Турске)
- La voix du tailleur de pierre (1834, Cetinje; (sr)Глас каменштака)
- Un Serbe remerci les Serbes pour l'honneur (1834, Cetinje; (sr)Србин Србима на части захваљује)
- Ode à l'affirmation du trône de Ferdinand I comme empereur d'Autriche et roi de Hongrie (1835, Cetinje; (sr)Ода ступлѣня на престолъ Фердинанда I Императора Аустрискога и Краля Маџарскога и пр. и пр. и пр.)
- trois jours à Trieste au mois de janvier 1844 (Vienne, Monastère Arménien, 1844; (sr)Три дана у Тріесту у мѣсецу Януарию 1844)
- La tour de Đurišić et le château de Aleksić (1850, Vienne; (sr)Кула Ђуришића и Чардак Алексића 1847 године)
- Le son de la liberté (1854, Zemun, posthume; (sr)Слободіяда: епійскій спѣвъ у десетъ пѣсама)
- Les accords de Njegoš (1956, Cetinje, Institut Historique, posthume; (sr)Његошева биљежница)

### Œuvres en français
- Les lauriers de la Montagne  (trad. Divna Veković, préf. Henri de Régnier), Paris, éditions Berger-Levrault, 1917  (Wikisource)
- La Lumière du microcosme  (trad. du serbe), Lausanne, Suisse, Éditions L'Âge d'homme, 2009, 218 p. (ISBN 978-2-8251-3971-4)
- La Couronne des montagnes, Vevey, Suisse, Xenia Éditions, 2009 (ISBN 978-2-88892-029-8)
- La Couronne de montagne, Paris, Non Lieu, 2010. Présentation et traduction d'Antoine Sidoti.
- La Couronne de la Montagne, L'Âge d'Homme, 2011, collection des Classiques slaves, édition bilingue, traduction française en décasyllabes de Vladimir André Cejovic et Anne Renoue.
- Le Faux tsar Scepan le Petit, L'Âge d'Homme, 2015, collection des Classiques slaves, édition bilingue, traduction de Vladimir André Cejovic et Anne Renoue

### Source externe
- Le Monténégro Université de Laval